# Villadecanes
Villadecanes település Spanyolországban, León tartományban. 

## Népesség
A település lakosságának változását az alábbi diagram mutatja: